# Ротенклемпенов
Ротенклемпенов (нем. Rothenklempenow) — община в Германии, в земле Мекленбург-Передняя Померания.
Входит в состав района Иккер-Рандов. Подчиняется управлению Лёкниц-Пенкун. Население составляет 689 человек (2009); в 2003 г. — 448. Занимает площадь 58,07 км².
| Год  | Население |
| ---- | --------- |
| 1991 | 418       |
| 1995 | 386       |
| 2000 | 466       |
| 2005 | 418       |
| 2010 | 682       |